# Jan Andrzej Betley

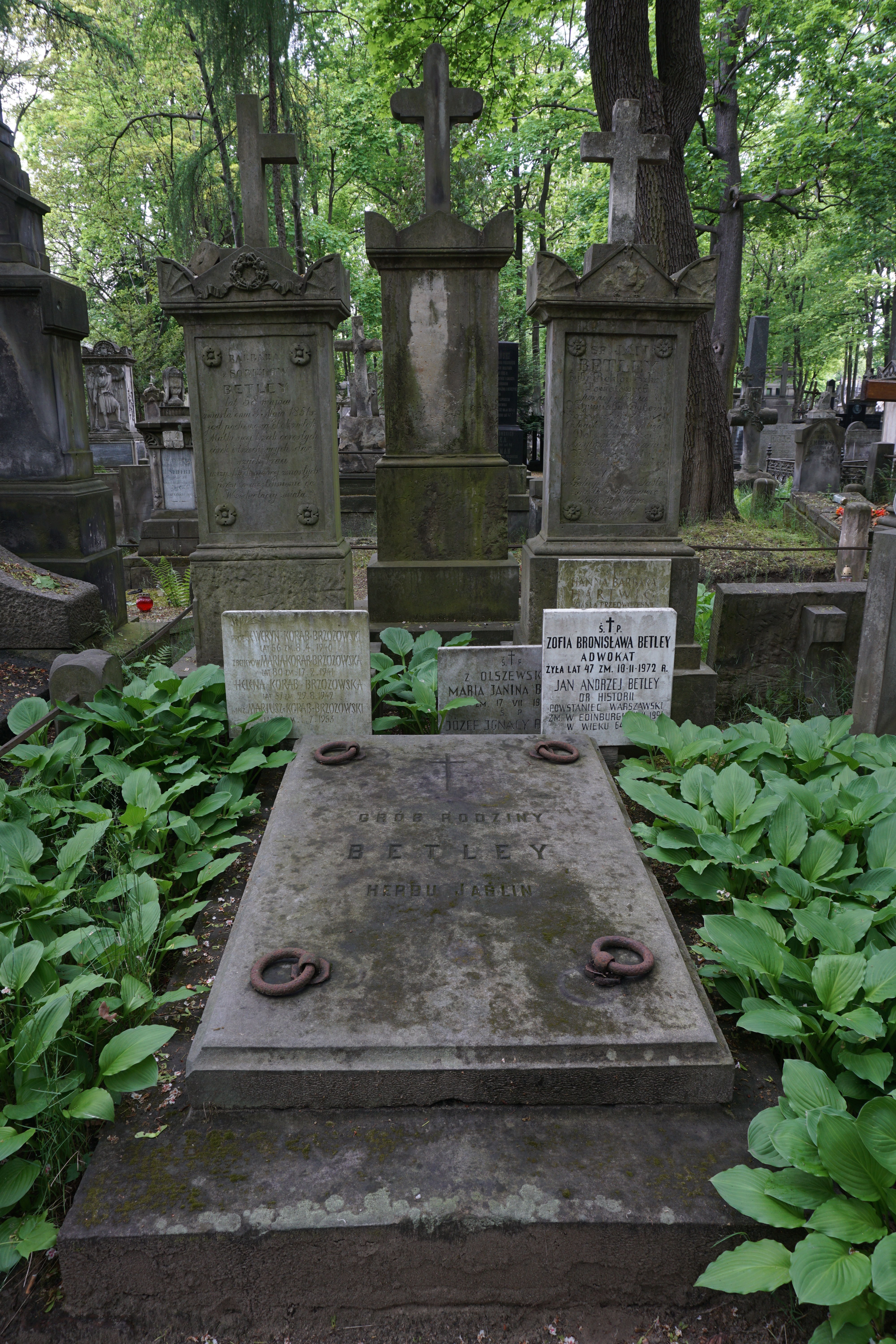
Grób Jana Andrzeja Betleya na cmentarzu Powązkowskim

Jan Andrzej Betley (ur. 1 października 1926, zm. 11 lutego 1991 w Edynburgu) – polski historyk emigracyjny. 

## Życiorys
Był uczestnikiem powstania warszawskiego jako żołnierz Narodowych Sił Zbrojnych (ranny w nogę 7 września 1944). Następnie przebywał w niewoli niemieckiej. Po 1945 pozostał na emigracji. Ukończył studia historyczne na University of Bristol, doktorat obronił na Uniwersytecie im. Radbouda w Nijmegen. Pracował jako profesor uniwersytecki w Delhi (Indie), a następnie w Ahmadu Bello University w Zarii w Nigerii. Od 1962 był członkiem czynnym zamiejscowym Polskiego Towarzystwa Naukowego na Obczyźnie. W 1967 powierzono mu stanowisko docenta na University of Ibadan.
Głównym przedmiotem badań naukowych Jana Andrzeja Betleya było powstanie listopadowe, jest autorem monografii o stosunku wielkich mocarstw do tego wydarzenia.
Spoczywa na cmentarzu Powązkowskim w Warszawie (kwatera 12, rząd 3/4, grób 17).

## Wybrane publikacje
- Belgium and Poland in international relations 1830-1931, 's-Gravenhage: Mouton 1960.
- Stefan Szolc Rogozinski and the Anglo-German rivalry in the Cameroons, Ibadan: Ibadan University Press 1970.